# David Shelton
David Shelton (geb. 29. Januar 1967 in Kalifornien, Vereinigte Staaten) ist ein Footballtrainer und ehemaliger -Spieler. Er spielte für die Fresno State Bulldogs College-Football und für die Edmonton Eskimos in der Canadian Football League (CFL). Als Trainer war er Offensive Coordinator der Leipzig Kings und zu Saisonbeginn 2024 Head Coach der Barcelona Dragons in der European League of Football (ELF).

## Leben
Shelton wuchs in San Franciso auf und besuchte die Oceana High School in Pacifica. Er spielte von 1985 bis 1987 am City College in San Francisco. 
1987 erhielt Shelton ein Stipendium an der Fresno State, wo als Safety spielte. In den Spielzeiten 1988 und 1989 gewannen die Fresno States jeweils die Meisterschaft der Big West Conference und den California Bowl. In 20 Spielen fing er drei Interceptions. Als Free Agent wurde er 1990 von den Edmonton Eskimos in der CFL verpflichtet. In der Saison 1990 wurde er in fünf Spielen eingesetzt, auch als Kickoff-Returner. In der Saison 1991 absolvierte er 16 Spiele, in denen er auf 62 Tackles und vier Interceptions kam. Nach einer Verletzung verpasste er die Saison 1992. 1993 stand er wieder im Kader der Eskimos, wurde aber nicht eingesetzt.
Er begann seine Trainerkarriere als Coach der Secondary bei den Pacifia Outlaws, einem semiprofessionellen Club. Mit der Mannschaft der Justin Siena High, Napa gewann er die nationale Meisterschaft. Schließlich war er am Santa Barbara City College tätig. 
In der Saison 2023 war er als Offensive Coordinator der Leipzig Kings in der ELF tätig, die während der Saison den Spielbetrieb einstellten. Für die Saison 2024 wurde er von den Barcelona Dragons als Head Coach verpflichtet.
Shelton hat einen Bachelor in Kriminologie von der Fresno State. Nach seiner Zeit am College eröffnete er eine Hypothekengesellschaft in der Region San Francisco. Er ist verheiratet und hat zwei Söhne, David jr. und Dominique, die beide Football spielen. Dominique spielte 2022 für die Raiders Tirol und die Berlin Thunder in der ELF und 2024 unter seinem Vater für die Barcelona Dragons. Nach dem sechsten Spieltag entließen ihn die Dragons.